# Leponiscus anatifae
Leponiscus anatifae is een pissebed uit de familie Hemioniscidae. De wetenschappelijke naam van de soort is voor het eerst geldig gepubliceerd in 1887 door Giard.